# Jasmin Repeša
Jasmin Repeša (Čapljina, 1 de Junho de 1961) é um ex-basquetebolista profissional croata e treinador, atualmente na EA7 Emporio Armani.